# Eric Warren Singer

Eric Warren Singer est un scénariste et producteur américain.

## Filmographie

### Scénariste
- 2009 : L'Enquête de Tom Tykwer
- 2013 : American Bluff de David O. Russell
- 2017 : Line of Fire de Joseph Kosinski
- 2021 : Top Gun: Maverick de Joseph Kosinski
- 2025 : Insaisissables 3 (Now You See Me 3) de Ruben Fleischer

### Producteur
- 2013 : American Bluff de David O. Russell

## Distinctions

### Récompenses
- Black Film Critics Circle Awards 2013 : meilleur scénario original pour American Bluff
- New York Film Critics Circle Awards 2013 : meilleur scénario pour American Bluff
- San Francisco Film Critics Circle Awards 2013 : meilleur scénario pour American Bluff
- Southeastern Film Critics Association Awards 2013 : meilleur scénario original pour American Bluff
- AACTA International Awards 2014 : meilleur scénario original pour American Bluff
- British Academy Film Awards 2014 : meilleur scénario original pour American Bluff
- Satellite Awards 2014 : meilleur scénario original pour American Bluff

### Nominations
- Golden Globes 2014 : Meilleur scénario pour American Bluff
- Oscars 2014 : Meilleur scénario original pour American Bluff
- Oscars 2023 : Meilleur scénario adapté pour Top Gun: Maverick